# Bernardine Evaristo
Bernardine Evaristo (nacida en 1959) es una escritora británica. Su novela más vendida, Niña, mujer, otras, ganó el Premio Booker, uno de los más importantes del mundo de la literatura anglosajona en 2019. El libro también fue incluido entre los 19 libros favoritos de Barack Obama de 2019. La autora escribe también relatos cortos de ficción, drama, poesía, ensayos, crítica literaria y proyectos para teatro y radio. Dos de sus libros, The Emperor's Babe (2001) y Hello Mum (2010), han sido adaptados por el departamento dramático de la BBC Radio 4. Actualmente es profesora de escritura creativa en la Universidad Brunel de Londres, y vicepresidenta de la Royal Society of Literature.
Evaristo lucha por el reconocimiento del trabajo de la literatura y el arte negros. En 2012 fundó el Premio de Poesía Africana de la Universidad de Brunel y el esquema de desarrollo de poetas The Complete Works (2007–2017). También fue cofundadora de la agencia de apoyo a escritoras Spread the Word (1995) y, en la década de 1980, creó la primera compañía de teatro de mujeres negras de Gran Bretaña, Theater of Black Women. También organizó la primera gran conferencia de teatro negro de Gran Bretaña, Future Histories, para el Black Theatre Forum, en 1995 en el Royal Festival Hall, y la primera gran conferencia de Gran Bretaña sobre escritura negra británica, Tracing Paper, en 1997, en el Museo de Londres.

## Biografía
Nació en Eltham, en el sureste de Londres, y fue bautizada como Bernardine Anne Mobolaji Evaristo. Se crio en el suburbio de Woolwich, cerca del Támesis y a media hora del centro de Londres. Es la cuarta de ocho hermanos. Su padre es un soldador nigeriano que emigró a  a Gran Bretaña en 1949 y que años después se convirtió en el primer hombre negro que ofició en el primer consistorio municipal de Greenwich. Su madre, una inglesa blanca de origen irlandés y alemán. Su abuelo paterno era un Yoruba Aguda que viajó de Brasil a Nigeria, y su abuela paterna era de Abeokuta en Nigeria. El bisabuelo paterno de su madre llegó a Londres desde Alemania en la década de 1860 y se estableció en Woolwich, al sureste de Londres, y la abuela materna de su madre llegó a Londres desde Irlanda en la década de 1880 y se estableció en Islington. Evaristo se educó en el Greenwich Young People's Theatre (ahora Tramshed, en Woolwich), Eltham Hill Grammar School for Girls, Rose Bruford College of Speech and Drama y  en la Universidad de Goldsmiths de Londres, de donde recibió un doctorado en escritura creativa en 2013. En 2019 fue laureada de Woolwich por el Festival Internacional de Greenwich y Docklands, volviendo a conectarse y escribiendo sobre la ciudad natal que dejó cuando tenía 18 años.

## Escritora y editora
Evaristo es autora de ocho libros de ficción y versos que exploran aspectos de la diáspora africana . Experimenta  con la forma y la perspectiva narrativa,  a menudo fusionando el pasado con el presente, la ficción con la poesía, los hechos con lo especulativo y la realidad con realidades alternativas (como en su novela de 2008 Blonde Roots). Su novela en verso The Emperor's Babe (Penguin, 2001) trata sobre una adolescente negra cuyos padres son de Nubia, que alcanza la mayoría de edad en el Londres romano hace casi dos mil años. Ganó un Premio de Escritores del Consejo de las Artes 2000; un premio de la beca NESTA en 2003; fue elegida por The Times como uno de los "100 mejores libros de la década" en 2010; y se adaptó a una obra de BBC Radio 4 en 2013. A continuación, publicó Soul Tourists (Penguin, 2005), sobre una pareja no coincidente que conducía por Europa hacia Oriente Medio, que presentaba fantasmas de figuras reales de color de la historia europea.
Su novela Blonde Roots (Penguin, 2008) es una sátira que invierte la historia de la trata transatlántica de esclavos y la reemplaza por un universo donde los africanos esclavizan a los europeos. Blonde Roots ganó el Premio Orange Youth Panel y el Premio Big Red Read. Otros libros de Bernardine Evaristo incluyen la novela en verso Lara (Bloodaxe Books, 2009, con una versión anterior publicada en 1997), que ficcionó los múltiples aspectos culturales de su historia familiar que se remontan a más de 150 años, así como su infancia de raza mixta en Londres. Este trabajo ganó el Premio a la Mejor Novela EMMA en 1998.  Su novela Hello Mum (Penguin, 2010) fue elegida como "La gran lectura" para el condado de Suffolk, y se adaptó a una obra para la BBC Radio 4 en 2012.
Como editora, en septiembre de 2014 fue editora invitada de la revista Mslexia, la centenaria edición de invierno de Poetry Society of Great Britain de Poetry Review (2012), titulada "Frecuencias ofensivas"; un número especial de la revista Wasafiri llamado Black Britain : Beyond Definition (Routledge, 2010), con la poeta Karen McCarthy-Woolf; Diez,  una antología de poetas negros y asiáticos, con el poeta Daljit Nagra (Bloodaxe Books, 2010) y en 2007, coeditó la New Writing Anthology NW15 (Granta / British Council). También fue editora de la revista intercultural FrontSeat en la década de 1990,  y una de las editoras de la antología Black Women Talk Poetry (publicada en 1987 por el colectivo Black Womantalk Poetry del que Evaristo formó parte), Gran Bretaña fue la primera antología, presentando entre sus 20 poetas Jackie Kay, Dorothea Smartt y Adjoa Andoh.
Su novela de 2014 fue Mr Loverman (Penguin UK, 2013 / Akashic Books USA, 2014), sobre un septuagenario caribeño londinense que es un homosexual de armario y que considera sus opciones después de un matrimonio de 50 años con su esposa. Ganó el Premio Publishing Triangle Ferro-Grumley por LGBT Fiction (EE. UU.) Y el Premio Jerwood Fiction Uncovered. En 2015, escribió y presentó un documental de BBC Radio 4 en dos partes, Fiery Inspiration, sobre Amiri Baraka y su influencia en su generación de escritores.
Es colaboradora de New Daughters of Africa: una antología internacional de escritos de mujeres afrodescendientes (2019), editada por Margaret Busby.
La novela más exitosa de Bernardine Evaristo, Niña, mujer, otras  (Girl, Woman, Other  2019, Hamish Hamilton / Penguin, Reino Unido - AdN 2020 en español), es una novela de 500 páginas escritar en verso libérrimo que relata la vida de una docena de mujeres negras. Sus edades oscilan entre los 19 y los 93 años y son una mezcla de antecedentes culturales, sexualidades, clases y geografías. La novela muestra sus esperanzas, luchas y vidas entrecruzadas. En julio de 2019, la novela incluida en la candidatura para el Premio Booker y preseleccionada para el Premio Gordon Burn 2019. La novela figuraba en la lista restringida del Booker Prize anunciada el 3 de septiembre de 2019, junto con los libros de Margaret Atwood, Lucy Ellmann, Chigozie Obioma, Salman Rushdie y Elif Shafak y el 14 de octubre ganó el premio compartido con The Testaments de Margaret Atwood convirtiéndose en la primera mujer negra y la primera persona negra en ganar el premio. Niña, mujer, otras fue preseleccionada para el Premio de Ficción Femenina de 2020.

## Enseñanza y giras
Bernardine Evaristo es profesora de escritura creativa desde 1994. También ha sido galardonada con muchas becas y residencias de redacción, incluida la beca Montgomery en Dartmouth College, New Hampshire, en 2015; para el British Council en la Universidad de Georgetown, Washington D. C.; Barnard College / Columbia University, Nueva York; Universidad del Cabo Occidental, Sudáfrica; Virginia Arts Festival (Virginia, EE. UU.), y Writing Fellow en la Universidad de East Anglia, Reino Unido. Fue profesora del curso "Cómo contar una historia" de la Universidad de East Anglia- Guardian durante cuatro temporadas en Londres hasta 2015.[cita requerida]

## Crítica y defensora
Evaristo ha escrito muchas reseñas de libros para publicaciones del Reino Unido, incluyendo The Guardian, The Observer, The Independent, The Times, The Times Literary Supplement y The New Statesman . Además de fundar el Premio Internacional de Poesía Africana Brunel, en 2012 fue presidenta del jurado en el Premio Caine de Escritura Africana y el Premio de Cuentos de la Commonwealth .
También ha formado parte del jurado de otros  premios literarios, incluidos el Concurso Nacional de Poesía de la Sociedad de Poesía, los Premios Costa Book, el Premio Goldsmiths, el Premio TS Eliot, el Premio Orange para Nuevos Escritores y los Poetas de la Próxima Generación . Forma parte de la junta del African Poetry Book Fund en Estados Unidos, y forma parte del jurado de todos sus premios. Es mecenas del Premio Literario SI Leeds. En 2019 formó parte del jurado del Premio Glenna Luschei de Poesía Africana y del Premio Polari Book.
En 2006, Evaristo realizó un informe financiado por el Consejo de las Artes e impulsado por la agencia de desarrollo de escritores Spread the Word sobre por qué los poetas negros  y asiáticos no se publicaban en el Reino Unido, que reveló que menos del 1% de toda la poesía publicada es por personas no blancas.
Cuando se publicó el informe, inició el esquema de tutoría de poesía The Complete Works, con Nathalie Teitler y Spread the Word. Treinta poetas fueron guiados, cada uno durante un período de uno o dos años, y muchos publican libros, ganan muchos premios y reciben grandes elogios por su poesía.
Evaristo también ha servido en muchos consejos clave y comités asesores para diversas organizaciones, incluido el Consejo de la Royal Society of Literature desde 2017, el Arts Council of England, el London Arts Board, el British Council Literature Advisory Panel, la Society of Authors, el Poetry Society (Cátedra) y la revista internacional de literatura Wasafiri .
En la década de 1980, junto con Paulette Randall y Patricia Hilaire, fundó Theatre of Black Women, la primera compañía de teatro en Gran Bretaña de este tipo. En la década de 1990, organizó la primera conferencia británica de escritura británica negra, celebrada en el Museo de Londres, y también la primera conferencia británica de teatro británico negra, celebrada en el Royal Festival Hall . En 1995 cofundó y dirigió Spread the Word, la agencia de desarrollo de escritores de Londres.
Al ganar el Premio Booker, Bernardine Evaristo rechazó el concepto de apropiación cultural, afirmando que es ridículo esperar que los escritores no "escriban más allá de su propia cultura".

## Honores, premios, becas
- 2020: British Book Awards (finalist)
- 2020: The Orwell Prize for Political Fiction (longlist)
- 2020: The Glass Bell Awards (longlist)
- 2020: Visionary Honours Awards (longlist)
- 2020: Women's Prize for Fiction (longlist)
- 2020: Australian Industry Book Awards (longlist)
- 2020: Ferro Grumley Awards USA (finalist)
- 2019: Goodread's Choice Award Best Fiction (Shortlist)[50]
- 2019: Gordon Burn Prize (finalist)
- 2019: Winner of the Booker Prize, October 2019[40]
- 2018: Elected a Fellow, Rose Bruford College of Theatre & Performance
- 2017: Elected a Fellow, the English Association
- 2015: Triangle Publishing Awards: The Ferro-Grumley Award for LGBT Fiction, USA
- 2015:  The Montgomery Fellowship, Dartmouth College, USA
- 2014: Jerwood Fiction Uncovered Prize
- 2010: The Emperor's Babe, The Times (UK) "100 Best Books of the Decade"
- 2010: Hurston/Wright Legacy Award, USA (finalist)
- 2010: Poetry Book Society Commendation for Ten, co-edited with Daljit Nagra
- 2009: International Dublin Literary Award, nominated for Blonde Roots
- 2009: Blonde Roots, Big Red Read Award, Fiction and overall winner
- 2009: Awarded an MBE in the Queen's Birthday Honours List for services to Literature
- 2009: Orange Prize Youth Panel Choice for Blonde Roots
- 2009: Orange Prize for Fiction, nominated for Blonde Roots
- 2009: Arthur C. Clarke Award, UK, nominated for Blonde Roots
- 2006: Elected a Fellow, Royal Society of Arts (est. 1754)
- 2006: British Council Fellow, Georgetown University, USA
- 2004: Elected a Fellow, Royal Society of Literature (est. 1820)
- 2003: NESTA Fellowship Award (National Endowment of Science, Technology & The Arts)
- 2002: UEA Writing Fellow, University of East Anglia
- 2000: Arts Council England Writer's Award 2000, for The Emperor’s Babe
- 1999: EMMA Best Book Award for Lara

## Publicaciones
Solo libros
- Manifiesto. Sobre cómo no rendirse (ADN). Alianza Editorial, 2023. ISNB 9788411481502
- Niña, mujer, otras, novela (Hamish Hamilton/Penguin, 2019, ISBN 978-0241364901)
- Mr Loverman, novela (Penguin UK, 2013; Akashic Books, 2014, ISBN 978-1617752896)
- Hello Mum, novela (Penguin UK, 2010; ISBN 978-0141044385)
- Lara - new, expanded edition (Bloodaxe Books, 2009; ISBN 978-1852248314)
- Blonde Roots (Hamish Hamilton/Penguin, 2008; Riverhead/Penguin, USA, 2009, ISBN 978-0141031521)
- Soul Tourists (Hamish Hamilton/Penguin, 2005; ISBN 978-0140297829)
- The Emperor's Babe (Hamish Hamilton/Penguin, 2001; Penguin USA, 2002, ISBN 978-0140297812)
- Lara (Angela Royal Publishing, 1997; ISBN 9781899860456)
- Island of Abraham (Peepal Tree Press, 1994; ISBN 978-0948833601)